# Rue Payen
La rue Payen est une voie de la commune française  de Reims, dans le département de la Marne, en région Grand Est.

## Situation et accès
La rue Payen relie la place Stalingrad et la rue Libergier. La rue appartient administrativement au quartier Centre-ville de Reims. Elle est en sens unique et en dévers en direction de la rue Libergier.

## Origine du nom

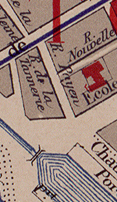
Vers le port fluvial en 1898.

Cette rue a été baptisée en 1894 en l’honneur de l'ingénieur polytechnicien Emile Auguste Payen, né à Liège le 26 avril 1798, mort le 17 novembre 1876. Il a travaillé au canal de Nantes, à celui de Bourgogne. Dans la région il travaillait au canal latéral à la Marne, au chemin de fer Paris/Strasbourg à l’extension de la ligne vers Reims. Il fut ingénieur en chef à Reims en 1843, il fut promu commandeur Légion d’honneur le 11 aout 1866.

## Historique
La voie était en premier lieu privée et ouverte vers 1874 avant d'être officialisée en 1894.

## Bâtiments remarquables et lieux de mémoire
Bâtiments remarquables :

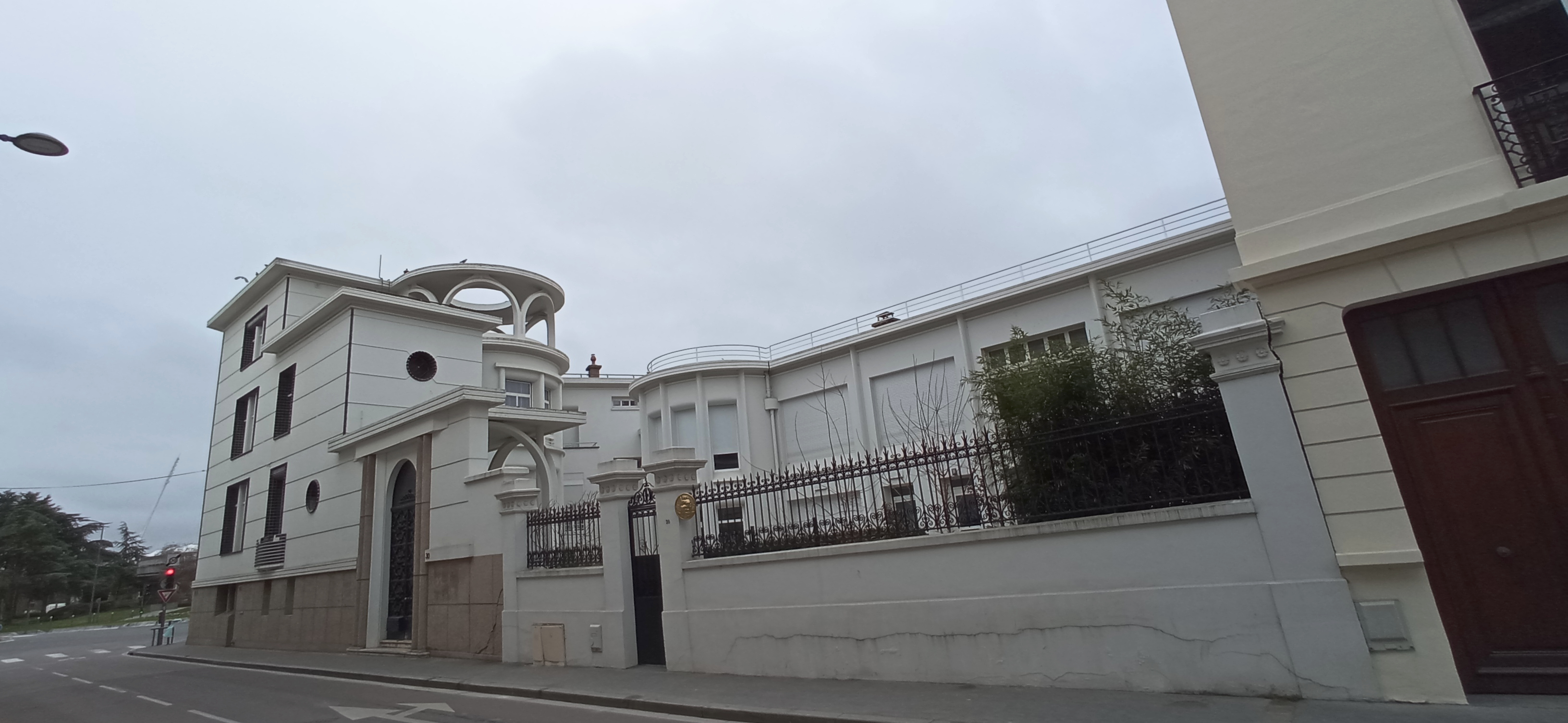
L'immeuble du 28/30 rue Payen.

- Au n°30 : Ancien établissement Demay de l'architecte Maurice Clauzier.